# Zollhausried
Das Natur- und Landschaftsschutzgebiet Zollhausried liegt auf dem Gebiet der Stadt Blumberg im Schwarzwald-Baar-Kreis in Baden-Württemberg. Es wurde am 31. Oktober 1985 vom  Regierungspräsidium Freiburg durch Verordnung ausgewiesen.

## Lage
Das Gebiet erstreckt sich nordöstlich von Zollhaus, einem Ortsteil von Blumberg. Unweit westlich verläuft die B 27 und nördlich die Landesstraße L 185. Am nordöstlichen und östlichen Rand des Gebietes fließt die Aitrach. Am nördlichen Rand liegt der Flugplatz Blumberg.

## Bedeutung
Das 76,4 ha große Naturschutzgebiet und das 63,8 ha große Landschaftsschutzgebiet stehen seit dem 31. Oktober 1985 unter Schutz. Es handelt sich um „Flach- und Übergangsmoorbereiche, Streuwiesen und Hochstaudenfluren mit zahlreichen z. T. vom Rückgang oder Aussterben bedrohten Pflanzen- und Tierarten.“

## Siehe auch

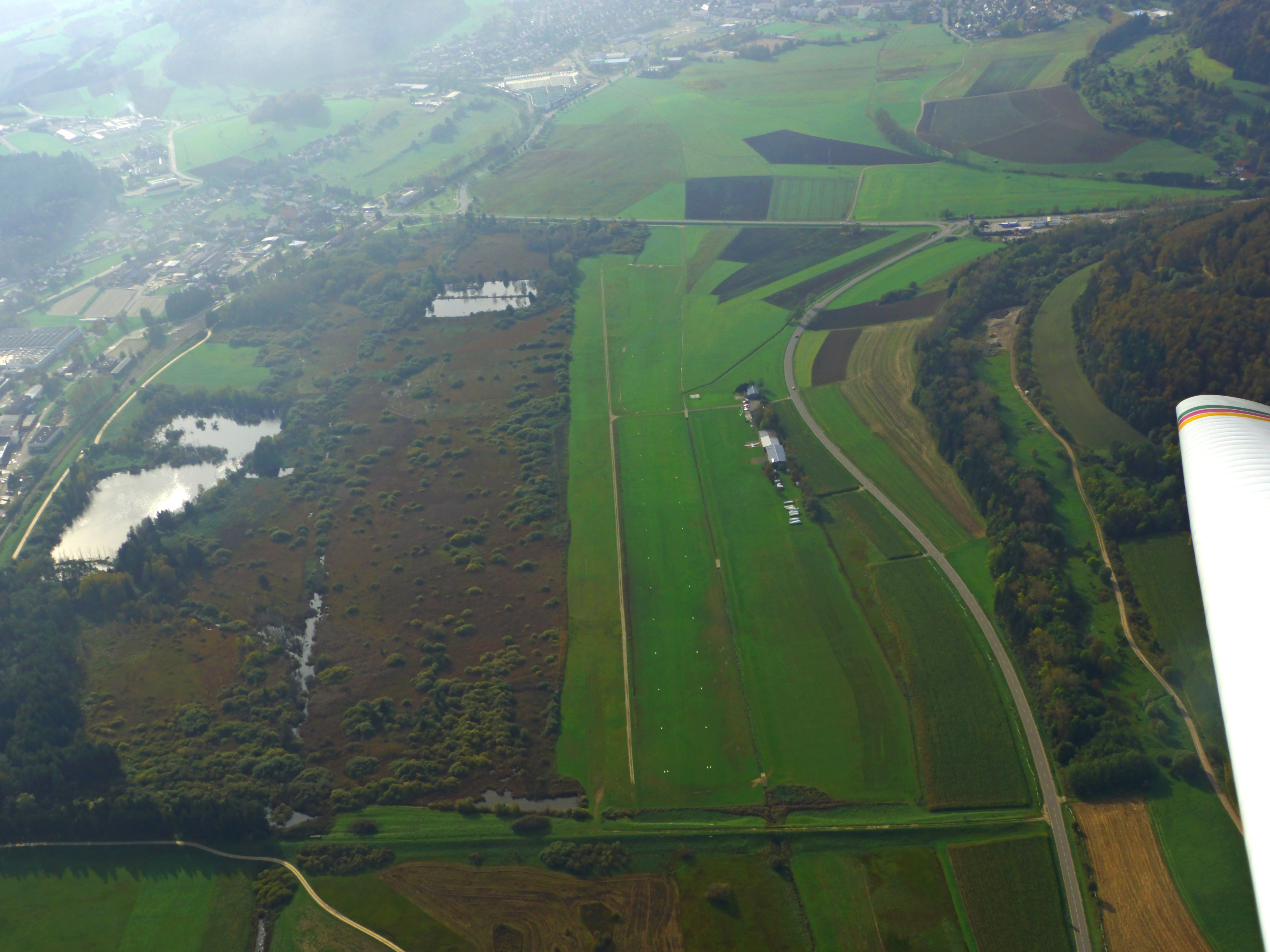
Das Naturschutzgebiet (links) und der Flugplatz Blumberg (rechts) – Oktober 2014